# Au fil d'Ariane
Au fil d'Ariane è un film del 2014 diretto da Robert Guédiguian.